# مجاز جزء
مجاز الجزء عن الكل هو تسمية الكل باسم الجزء.

## أمثلة
- الرقبة للعبد؛ وقد جاءت في الآية الثانية بعد التسعين من سورة النساء ﴿فتحرير رقبة﴾، أي إعتاق عبد أو إنسان كامل.[2]
- هولندا، والنمسا، وهما في الأصل مقاطعتان (هولندا (مقاطعة)، النمسا العليا والسفلى أو الإمبراطورية النمساوية المجرية السابقة).